# Eunidia apicemaculata
Eunidia apicemaculata är en skalbaggsart som beskrevs av Stefan von Breuning 1939. Eunidia apicemaculata ingår i släktet Eunidia och familjen långhorningar. Inga underarter finns listade i Catalogue of Life.